# Криейтив Лайв
CreativeLive е онлайн образователна платформа, която е специализирана за предаване на лекции на живо. Основана е през 2010 г. Платформата работи на принципа на freemium. Средният брой на слушатели на един курс е 40 000. Максималният фиксиран брой е 150 000 слушатели.

## История
Фотографът Чейс Джарвис и предприемачът Крейг Суенсън основават CreativeLive през 2010 г.
През 2012 г. проектът привлече 7 500 000$ инвестиции. През 2013 г. компанията привлече още 21 500 000$ инвестиции.
През 2015 г. платформата организира образователно автомобилно рали в градовете на САЩ. Ралито започна в Сан Франциско и завърши в Сиатъл. По време на спирките, имаше безплатно излъчване на живо на лекции и майсторски класове. На това събитие присъстваха 20 000 души.
През 2020 г. проектът регистрира 10 милиони слушатели.
Известни експерти като Рийд Хофман, Тимъти Ферис, Ричард Брансън и други четат своите лекции на платформата.

## Възможности
Освен класическите онлайн курсове, CreativeLive предлага лекциите чрез стрийминг на живо 24/7. Някои от лекциите се изготвят от самата платформа. По време на лекции е налична функция за чат. Тъй като компанията работи на принципа на freemium, по време на излъчването на живо достъпът до лекциите на платформата е безплатен.
През септември 2020 г. годишният абонамент струва 149$ и дава безплатен достъп до 1500 готови урока, повечето от които са свързани с темата „Фотография“. Цената на един готов урок започва от 15$.
От 2013 г. насам, всяка година CreativeLive провежда „Photoshop Week“. През тази седмица някои курсове за работа в графичния редактор Photoshop стават безплатни.
На платформата няма онлайн техническа поддръжка.